# Napoleon Seyfarth
Napoleon Seyfarth, auch Hans-Joachim Seyfarth-Hermann (* 31. August 1953 in Ludwigshafen-Oggersheim; † 2. Dezember 2000 in Berlin) war ein deutscher Schriftsteller, Autor und Anti-AIDS-Aktivist.

## Leben
Napoleon Seyfarth wurde im pfälzischen Oggersheim als Sohn eines Barbesitzers und einer Hausfrau geboren. Er wuchs bei seinen Großeltern väterlicherseits in Bad Dürkheim auf. Seyfarth machte in Ludwigshafen Abitur, studierte in Mannheim Psychologie und wurde in Berlin Postbeamter.

## Wirken
1975 besuchte er Rosa von Praunheims Film Nicht der Homosexuelle ist pervers, sondern die Situation, in der er lebt. Ins Kino eingeladen hatte die Heidelberger Schwulengruppe „Homo Heidelbergensis“. Nach dem abendlichen Kurzbesuch in der Universitätsstadt am Neckar gründete er in Mannheim die erste Schwulengruppe der industriellen Großstadt, die SchAM (Schwule Aktion Mannheim).

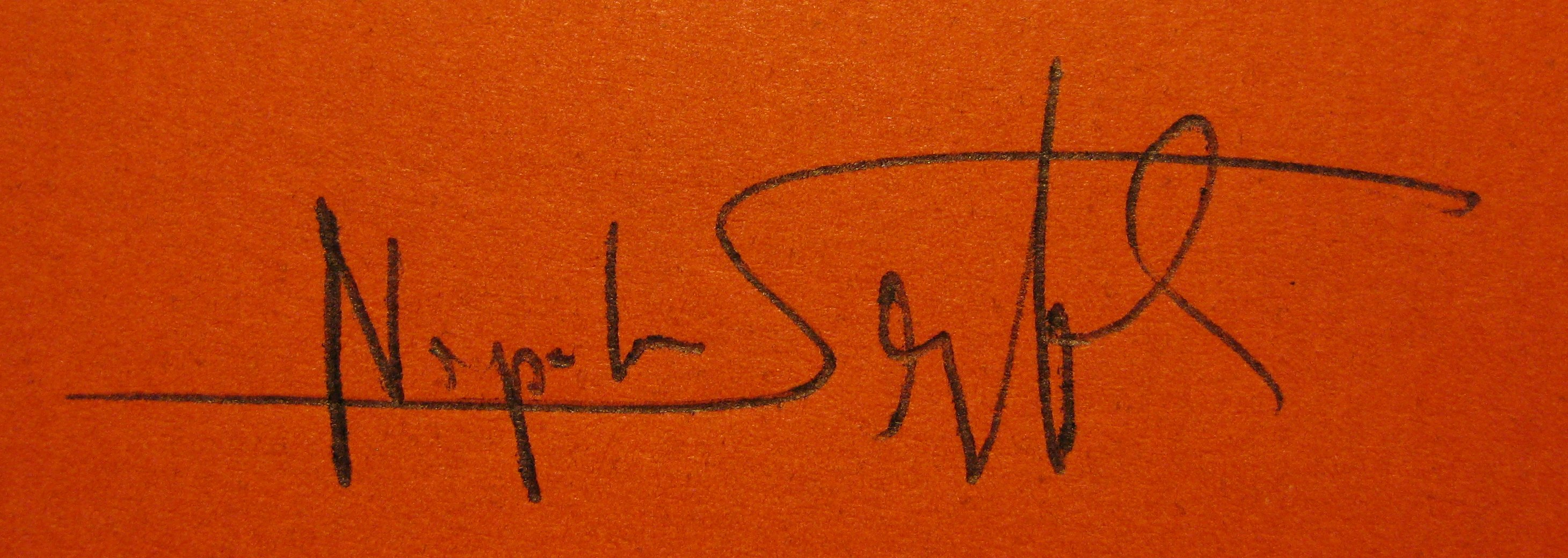
Autograph (1992)

1980 siedelte Seyfarth nach West-Berlin um. Seinen Lebensunterhalt verdiente er während der Semesterferien seines Studiums der Psychologie als Angestellter der Telefonauskunft im Berliner Fernmeldeamt. Als Autor war er unter anderem als Kolumnist für die Siegessäule tätig.
Er wurde Teil der schwulen Berliner Subkultur. Die Anfänge der Schwulenbewegung und deren Emanzipation in den 1980er Jahren waren seine Themen. Gruppierungen wie die AHA (Allgemeine Homosexuelle Arbeitsgemeinschaft Berlin), die einige Jahre nach Gründung der HAW (Homosexuelle Aktion Westberlin) als deren konkurrierende Alternative ins Leben gerufen wurde, stehen für diese Phase. 1988 diagnostizierte man seine Infizierung mit HIV. Er lebte zehn Jahre mit dem Virus, bis seine AIDS-Erkrankung ausbrach.
Mit seinem 1991 erschienenen autobiografischen Roman Schweine müssen nackt sein. Ein Leben mit dem Tod erregte Seyfarth deutschlandweit großes Aufsehen. Das Buch war eines der ersten größeren Werke deutscher Belletristik zum Thema AIDS und zugleich eine Zeitgeschichte der Homosexuellenbewegung(en) in der Kurpfalz.
Er schildert darin die Odyssee eines Schwulen als Spross einer zerrütteten Ehe, aufgewachsen in den 1950er/1960er Jahren im bürgerlichen Ambiente der großelterlichen Obhut und auf der Suche nach einem gleichberechtigten Platz in der Gesellschaft. Seyfarth schildert seine Erfahrungen mit den Zielen und Werten der bürgerlichen Welt und den antibürgerlichen, revolutionären Bewegungen der 1960er und 1970er Jahre. Er schildert aber auch seine Suche nach einem selbstbestimmten, aufrechten Leben ohne Versteckspiel und ohne die Verfolgung durch den § 175. Ihn quält immer wieder sein Zwang, sich in Rollen zu begeben, die ihm den Beifall des Publikums einbringen mögen. „Und wünschte insgeheim doch, dass dieser Beifall der eigenen Person und nicht der Rolle gelte“, so Seyfarth in seinem autobiografischen Roman. Am Ende des Buches steht der Tod durch AIDS, den er zunächst bei anderen Protagonisten miterlebt, bis er schließlich selbst zum Betroffenen wird.
Napoleon Seyfarth überraschte mit einer bis dahin nicht gekannten Offenheit und Direktheit: Zuhörer in Lesungen, Journalisten bei Interviews, Gesundheitspolitiker in TV-Talkshows – alle waren beeindruckt von diesem Selbstbewusstsein und der Hingabe, mit welcher er die Themen AIDS, Krankheit und Tod benannte und für eine offene Auseinandersetzung damit warb. Überaus gerne provozierte er aber auch seine Zuhörer, indem er beispielsweise seine Körperbehinderung – die auch zu einem unterentwickelt dünnen Arm führte – thematisierte und dessen Eignung für extreme Sexualpraktiken (z. B. BDSM) pries.

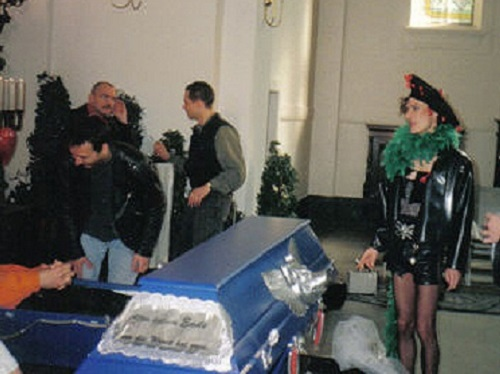
Napoleon (links oben) hat seine Beisetzung in der Kapelle des Alten St.-Matthäus-Kirchhofs schon 1995 fürs Fernsehen inszeniert. Als trauernde Tunte dabei: Ovo Maltine.

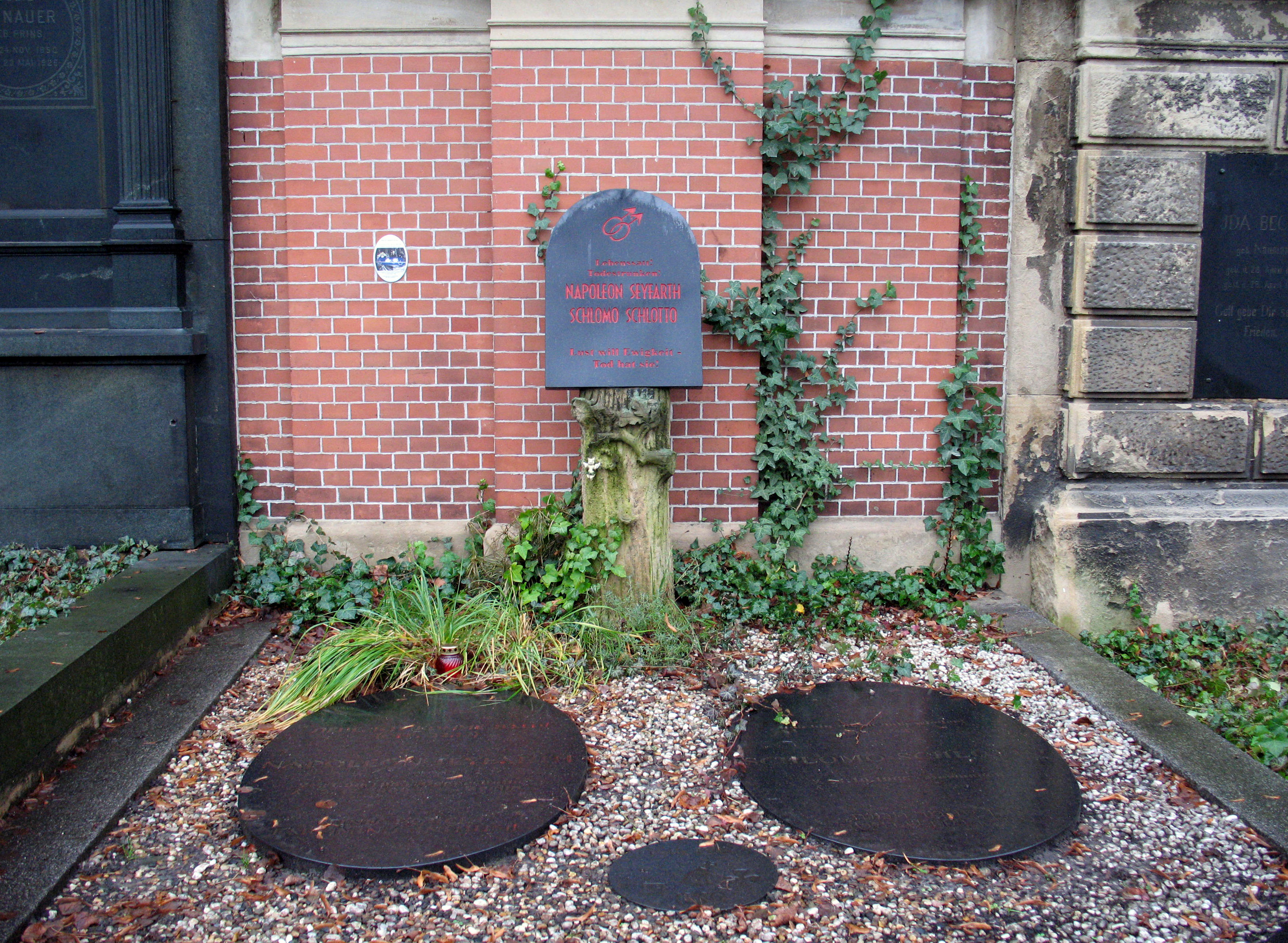
Grabstätte Napoleon Seyfarth

Er bezeichnete sich selbst als „Schriftsteller, Videonaut, Psychologe, Lebemann“.
Seyfarth ließ sich zunehmend zu einer Medienfigur stilisieren. Er umgab sich gerne mit düsteren und makaberen Accessoires; so war in seiner Wohnung in der Berliner Motzstraße sein Sarg aufgestellt, in dem er beerdigt werden sollte. Dieses Weihnachtsgeschenk einer befreundeten Bestatterin wurde 1994 nach seinen Wünschen bunt lackiert und mit Zeichnungen von Engeln mit Schweinegesichtern bemalt. Bei Partys benutzte er ihn auch als Sektkühler.
Seine Beisetzung, die er lange im Voraus plante, wurde zu einer letzten Inszenierung seiner Persönlichkeit und seines ungewöhnlichen Lebensstils.
Im März 1989 heiratete er eine Lesbe, „damit die meine Witwenrente bekommt“, wie er sagte. Fortan führte er den offiziellen Namen Hans-Joachim Seyfarth-Hermann. Seine Visitenkarte lautete auf diesen Namen; sie war ergänzt mit der Aufschrift „Besuchen Sie Napoleon, solang’ es ihn noch gibt“.
Napoleon Seyfarth starb am 2. Dezember 2000, nachdem er sich bis zuletzt geweigert hatte, eine gezielte Medikamententherapie zu absolvieren. Er wurde auf dem Alten St.-Matthäus-Friedhof in Berlin-Schöneberg beigesetzt. Seinen literarischen Nachlass hatte er noch zu Lebzeiten dem Schwulen Museum* Berlin übergeben.
Seyfarth war Mitglied des weltweit agierenden Ordens der Schwestern der Perpetuellen Indulgenz.

## Werke

### Von Napoleon Seyfarth
- Schweine müssen nackt sein. Ein Leben mit dem Tod. Edition diá, Berlin 1991, ISBN 3-86034-103-0; DTV, München 1995, ISBN 978-3-423-12022-7; E-Book: Edition diá 2012, ISBN 978-3-86034-505-4 (Epub), ISBN 978-3-86034-605-1 (Mobi).
- Etwas Besseres als den Tod finden wir allemal. Fotografien von Jürgen Baldiga. Mit einem Text von Napoleon Seyfarth, Edition diá, Berlin 1992, ISBN 3-86034-110-3.
- Macht hoch die Tür, die Tor macht weit. In: Weihnachten schenk’ ich mir. Stille-Nacht-Geschichten. Rosa-Winkel, Berlin 1996, ISBN 3-86149-054-4, S. 50–57.
- Schwein oder Nicht-Schwein: Fragen und Antworten zum Leben. Palette-Verlag, Bamberg 1994, ISBN 3-928062-09-3.

### Über Napoleon Seyfarth
- 2009: „Das Ende des Schweins ist der Anfang der Wurst“; Kurz-Dokumentation, Regie: John Heys[7][8]

### Kritiken
Zu Schweine müssen nackt sein. Ein Leben mit dem Tod:

„"Schreibend rechnet er ab. Zu fürchten hatte er nichts, allenfalls den Tod. Nichts nimmt sich als rührselige, pietätvolle Rückschau auf Jugendtage, Lover und Liebesgeschichten aus. Seyfarth schreibt mit Galgenhumor, forciert den treffenden Witz. Wer sich in den selten positiv gezeichneten Figuren wiedererkennt, ist garantiert damit auch gemeint."“

„Seine stete und treffende Ironie macht den Leser zum lachenden Voyeur beim Rendezvous mit dem Tod … Seyfarths Ironie ist grenzenlos, und kaum ein Satz offeriert nicht wenigstens ein geniales Wortspiel, eine schockierende Anspielung oder einen geschmacklosen Vergleich.“

„Eine Art sexueller Bildungsroman…eine Art Sittengeschichte der BRD: genau, freizügig. Hart und verblüffend komisch“

„Eines der besten und wichtigsten schwulen Bücher der deutschsprachigen Literatur.“